# Ana Sofía Sánchez
Ana Sofía Sánchez Palau (San Luis Potosí, 13 de abril de 1994) es una tenista profesional de México que ha ganado 12 títulos individuales y 10 de dobles de la Federación Internacional de Tenis. Desde 2012 ha jugado con su país en la Fed Cup un total de nueve encuentros de los que ha ganado cinco y ha perdido cuatro, todos en la modalidad individual.
El mejor ranking de individuales ha sido el 255 alcanzado el 25 de junio de 2018.
El mejor ranking de dobles ha sido el 221 alcanzado el 15 de agosto de 2016.
Al 7 de octubre de 2024 se encuentra en el puesto 289.° del Ranking WTA.

### Individuales: 14
| Leyenda                    |
| -------------------------- |
| Torneos de $100,000        |
| Torneos de $80,000         |
| Torneos de $60,000         |
| Torneos de $25,000         |
| Torneos de $10,000/$15,000 |

| Títulos por superficie |
| ---------------------- |
| Dura (9)               |
| Arcilla (5)            |
| Hierba (0)             |
| Carpeta (0)            |

| N.º | Fecha                   | Categoría | Torneo                              | Superficie | Rival                  | Marcador            |
| --- | ----------------------- | --------- | ----------------------------------- | ---------- | ---------------------- | ------------------- |
| 1.  | 26 de junio de 2011     | $10,000   | Zacatecas, México                   | Dura       | Jessica Roland-Rosario | 6–2, 1–6, 6–3       |
| 2.  | 28 de abril de 2012     | $10,000   | Chosica-Lima, Perú                  | Arcilla    | Anastasia Kharchenko   | 7–5, 6–1            |
| 3.  | 19 de mayo de 2012      | $10,000   | Rosario, Argentina                  | Arcilla    | Guadalupe Moreno       | 6–1, 6–3            |
| 4.  | 9 de junio de 2013      | $10,000   | Quintana Roo, México                | Dura       | Montserrat González    | 6–3, 6–2            |
| 5.  | 16 de junio de 2013     | $10,000   | Quintana Roo, México                | Dura       | Marcela Zacarías       | 6–1, 6–3            |
| 6.  | 8 de noviembre de 2013  | $10,000   | Lima, Perú                          | Arcilla    | Francesca Segarelli    | 6–3, 5–7, 6–4       |
| 7.  | 12 de mayo de 2014      | $10,000   | Sousse, Túnez                       | Dura       | Nuria Párrizas Diaz    | 6–1, 6–2            |
| 8.  | 26 de mayo de 2014      | $10,000   | Sousse, Túnez                       | Dura       | Lina Gjorcheska        | 6–3, 6–1            |
| 9.  | 23 de junio de 2014     | $10,000   | Quintana Roo, México                | Dura       | Allie Will             | 3–6, 6–0, 6–0       |
| 10. | 30 de junio de 2014     | $10,000   | Quintana Roo, México                | Dura       | Marcela Zacarías       | 4–6, 6–4, 6–0       |
| 11. | 23 de julio de 2017     | $15,000   | Bruselas, Bélgica                   | Arcilla    | Mirjam Bjorklund       | 3-6, 6-4, 6-1       |
| 12. | 3 de septiembre de 2017 | $15,000   | Schoonhoven, Países Bajos           | Arcilla    | Marina Melnikova       | 6-3, 6-4            |
| 13. | 13 de junio de 2021     | $25,000   | Santo Domingo, República Dominicana | Dura       | Emina Bektas           | 3-6, 7-6(3), 7-6(9) |
| 14. | 12 de noviembre de 2023 | $25,000   | Santo Domingo, República Dominicana | Dura       | Dejana Radanović       | 1-6, 7-6(0), 6-2    |

### Dobles: 10
| Leyenda                    |
| -------------------------- |
| Torneos de $100,000        |
| Torneos de $80,000         |
| Torneos de $60,000         |
| Torneos de $25,000         |
| Torneos de $10,000/$15,000 |

| Títulos por superficie |
| ---------------------- |
| Dura (3)               |
| Arcilla (7)            |
| Hierba (0)             |
| Carpeta (0)            |

| N.º | Fecha                   | Categoría | Torneo                             | Superficie | Compañera           | Rival                                        | Marcador         |
| --- | ----------------------- | --------- | ---------------------------------- | ---------- | ------------------- | -------------------------------------------- | ---------------- |
| 1.  | 18 de agosto de 2012    | $10,000   | Trujillo, Perú                     | Arcilla    | Aranza Salut        | Patricia Kú Flores Katherine Miranda Chang   | 3–6, 6–1, [11–9] |
| 2.  | 11 de mayo de 2013      | $10,000   | Villa Maria, Argentina             | Arcilla    | Camila Silva        | Victoria Bosio Aranza Salut                  | 6-1 6-2          |
| 3.  | 15 de noviembre de 2013 | $10,000   | Lima, Perú                         | Arcilla    | Francesca Segarelli | Daniela Farfan María Fernanda Herazo Golazez | 0–6, 6–4, [10–8] |
| 4.  | 29 de agosto de 2015    | $15,000   | San Luis Potosí, México            | Dura       | Montserrat González | Maria-Fernanda Alves Laura Pigossi           | 6-4, 3-6 [10-8]  |
| 5.  | 27 de noviembre de 2015 | $10,000   | Santiago de Chile, Chile           | Arcilla    | Montserrat González | Catalina Pella Daniela Seguel                | 6-4, 7-6(3)      |
| 6.  | 25 de noviembre de 2016 | $10,000   | Santiago de Chile, Chile           | Arcilla    | Victoria Rodríguez  | Fernanda Brito Camila Giangreco Campiz       | 7-5, 7-5         |
| 7.  | 18 de mayo de 2018      | $25,000+H | La Bisbal d'Empordà, España        | Arcilla    | Jamie Loeb          | Yvonne Cavalle Chiara Scholl                 | 6-3, 6-2         |
| 8.  | 27 de julio de 2019     | $25,000   | Vitoria, España                    | Dura       | Victoria Rodríguez  | Alba Carrillo Marín Angela Fita Boluda       | 6-3, 6-2         |
| 9.  | 10 de agosto de 2019    | $25,000+H | Las Palmas de Gran Canaria, España | Arcilla    | Victoria Rodríguez  | Marina Bassols Shuo Feng                     | 6-3, 7-5         |
| 10. | 4 de octubre de 2020    | $25,000   | Oporto, Portugal                   | Dura       | Jamie Loeb          | Jana Fett Erin Routliffe                     | 2-6, 6-3 [10-8]  |

## Participaciones en la Fed Cup

### Individuales
| Edición      | Ronda            | Fecha               | Lugar               | Rival             | Superficie | Rivales               | V/D | Marcador      |
| ------------ | ---------------- | ------------------- | ------------------- | ----------------- | ---------- | --------------------- | --- | ------------- |
| Fed Cup 2012 | Grupo de América | 16 de abril de 2012 | Guadalajara, México | Costa Rica        | Arcilla    | Ximena Mino           | V   | 6–2, 7–5      |
| Fed Cup 2012 | Grupo de América | 17 de abril de 2012 | Guadalajara, México | Chile             | Arcilla    | Andrea Koch Benvenuto | D   | 3–6, 1–6      |
| Fed Cup 2012 | Grupo de América | 19 de abril de 2012 | Guadalajara, México | Puerto Rico       | Arcilla    | Mónica Puig           | D   | 3–6, 5–7      |
| Fed Cup 2012 | Grupo de América | 20 de abril de 2012 | Guadalajara, México | Uruguay           | Arcilla    | María José Pintos     | V   | 6–0, 6–1      |
| Fed Cup 2012 | Grupo de América | 21 de abril de 2012 | Guadalajara, México | Trinidad y Tobago | Arcilla    | Yolande Leacock       | V   | 6–4, 3–6, 6–1 |